# Micromega (programma televisivo)
Micromega, sottotitolo Cultura e Attualità, è stato un programma televisivo italiano di genere rotocalco, in onda sulla Rai 2 in seconda serata con cadenza settimanale tra il 1982 e il 1983.
Il programma, ideato da Ruggero Guarini, a cura di Graziella Civiletti e di Vittorio Marchetti, affrontava temi e argomenti di attualità con filmati e dibattiti in modo multidisciplinare, in maniera non allineata alle convenzioni settoriali e specialistiche, proponendo i diversi punti di vista.
Ogni puntata era caratterizzata da un filmato che illustrava il problema specifico, intervallato da un dibattito con interviste ad esperti, e un commento conclusivo di Guarini.

## Puntate

### Prima serie
Annunciata nel dicembre del 1981 come una nuova rubrica culturale della Rai, la prima serie di Micromega andò in onda tra le ore 21,45 e le 21.55, spesso dopo Portobello, il mercatino del venerdì di Enzo Tortora. Elenco parziale delle puntate, tra venerdì 5 marzo e venerdì 21 maggio 1982, puramente indicativo:
1. La follia non abita più qui, di Gianni Gennaro e Stefania Rossini, sull'assistenza psichiatrica dopo la chiusura dei manicomi in Italia (in onda venerdì 5 marzo 1982)[2];
2. Fino all'ultimo pensiero, incontro col filosofo Emanuele Severino, di Paolo Breccia e Ruggero Guarini (in onda venerdì 12 marzo 1982);
3. Non ci credo (rapporti tra critica e cinema), dove si parla fra l'altro degli errori di valutazione del film L'infernale Quinlan (Touch of Evil) di Orson Welles (in onda venerdì 19 marzo 1982);
4. Il traditore, puntata dedicata a Louis-Ferdinand Céline, con l'intervista immaginaria di Ugo Leonzio allo scrittore, impersonato dall'attore Cosimo Cinieri (in onda venerdì 26 marzo 1982)[3];
5. Fede, speranza e attività: indagine sul movimento di Comunione e liberazione, a cura di Carlo Fido (in onda venerdì 2 aprile 1982);
6. Il corpo rubato, pratiche analitiche e forme della suggestione (in onda giovedì 8 aprile 1982);
7. Il discorso della libertà: indagine sulle nuove correnti neoliberiste, a cura di Vittorio Marchetti e Gianni Massironi (in onda venerdì 16 aprile 1982);
8. Assistenza ed esistenza (la crisi del Welfare State), sulla discussa politica economica interna di Ronald Reagan (in onda giovedì 22 aprile 1982);
9. Sogni e bisogni (consumi e ideologia tra il boom e la crisi), raffronto sull'idea di bisogno in Italia dagli anni '50 agli anni '80, fra le crescenti difficoltà economico-sociali del paese. Fra gli intervistati don Baget Bozzo (in onda venerdì 30 aprile 1982);
10. Il corpo rubato, pratiche analitiche e forme della suggestione (in onda venerdì 7 maggio 1982);
11. Puntata in onda venerdì 14 maggio 1983) (?);
12. Colpo basso, i diritti e i doveri della cronaca, a cura di Filippo De Luigi e Ruggero Guarini (in onda venerdì 21 maggio 1982).

### Seconda serie
Da domenica 13 febbraio 1983 andò in onda la seconda serie alle 22.35, spostata di domenica, perché il Tg2 Dossier aveva preso il suo orario:
1. Il pazzo di Stato (sulla psichiatria in URSS), di Pier Danio Forni, a proposito della reclusione nei manicomi russi come strumento di repressione del dissenso, attraverso le testimonianze di Petr Grigorevic Grigorenko e della moglie Zinaida Egorova-Grigorenko (1911-1994) (in onda domenica 13 febbraio 1983)[4][5];
2. La sacra ebbrezza (in onda domenica 20 febbraio 1983)[6];
3. La pesantezza e la grazia, puntata di Enrico Filippini dedicata a Simone Weil (in onda mercoledì 2 marzo 1983)[7];
4. Percorsi italiani. La nostra immagine nel mondo (in onda domenica 6 marzo 1983) (?);
5. Puntata in onda domenica 13 marzo 1983;
6. Puntata in onda domenica 20 marzo 1983;
7. Un profeta ignorato: vita ed opera di Bruno Rizzi, a cura di Gian Paolo Prandstraller, regia di Andrea Prandstraller, con interviste a Luciano Pellicani, a Pierre Naville, a Bruno Bongiovanni, Oreste Roseo, Luciano Lanza, Umberto Melotti (in onda domenica 27 marzo 1983);
8. Baci e duci. Psicologia del fascismo, di Francesco Cesaretti e di Luigi De Marchi, sulla fisiognomica dei volti e dei comportamenti dei leader autocratici, come abbracci e baci rituali (in onda domenica 3 aprile 1983)[8] [9];
9. La macchina per credere, domande e risposte sul mito (in onda sabato 9 aprile 1983).

## Colonna sonora
Fra le musiche del programma, la Sinfonia londinese n. 101 (L'orologio) di Joseph Haydn, Ebony Concerto (Allegro moderato) di Igor Stravinsky.